# Văn xuôi
Văn xuôi là một hình thức hoặc kỹ thuật của ngôn ngữ thể hiện một dòng chảy tự nhiên của lời nói và cấu trúc ngữ pháp. Tiểu thuyết, sách giáo khoa và bài báo là tất cả các ví dụ về văn xuôi. Từ văn xuôi thường được sử dụng để đối lập với thơ truyền thống, đó là ngôn ngữ có cấu trúc thông thường và một đơn vị phổ biến của câu thơ dựa trên mét hoặc vần điệu. Tuy nhiên, như TS Eliot đã lưu ý, trong khi "sự phân biệt giữa câu thơ và văn xuôi là rõ ràng, sự phân biệt giữa thơ và văn xuôi là tối nghĩa"; sự phát triển trong văn học hiện đại, bao gồm thơ tự do và thơ văn xuôi, đã dẫn đến hai kỹ thuật chỉ ra hai kết thúc trên một phổ các cách để sáng tác ngôn ngữ, trái ngược với hai lựa chọn riêng biệt.

## Bối cảnh
Văn xuôi trong sự đơn giản và cấu trúc được xác định lỏng lẻo của nó có thể thích ứng rộng rãi với đối thoại nói, diễn ngôn thực tế, và văn bản chuyên đề và hư cấu. Nó được sản xuất và xuất bản một cách có hệ thống trong văn học, báo chí (bao gồm báo, tạp chí và phát thanh truyền hình), bách khoa toàn thư, phim ảnh, lịch sử, triết học, luật pháp, và trong hầu hết các hình thức và quy trình đòi hỏi giao tiếp của con người

## Lịch sử
Isaac Newton trong The Chronology of Ancient Kingdoms đã viết " Cổ vật Hy Lạp chứa đầy những hư cấu về thơ ca, bởi vì người Hy Lạp không viết gì trong văn xuôi, trước cuộc chinh phạt châu Á của Cyrus người Ba Tư. Sau đó, Pherecydes Scyrius và Cadmus Milesius đã giới thiệu cách viết trong văn xuôi. " 

## Cấu trúc
Văn xuôi hoàn toàn không có cấu trúc vần mà hầu hết thơ ca đều có. Thơ ca bao giờ cũng có nhịp, vần và độ dài quy định. Ngược lại, văn xuôi chứa trọn bộ các câu đầy đủ và có ngữ pháp chặt chẽ, tạo ra các đoạn văn và bỏ qua tính mỹ thuật của thơ ca. Một số tác phẩm văn xuôi cũng chứa các đoạn văn mang tính đối xứng và có chất thơ, và việc kết hợp một cách có chủ ý giữa văn xuôi và thơ ca được gọi là văn xuôi có vần. Vần điệu được coi là mang tính hệ thống và công thức, trong khi văn xuôi được coi là mang tính ngôn ngữ nói hay giao tiếp nhiều hơn. Về mặt này, Samuel Taylor Coleridge nói đùa rằng những nhà thơ mới vào nghề nên biết những "định nghĩa về văn xuôi và thơ ca. Văn xuôi là các từ được sắp xếp hay nhất. Thơ ca là các từ hay nhất được sắp xếp theo cách hay nhất." Trong tác phẩm Le Bourgeois gentilhomme của Molière, Monsieur Jourdain được yêu cầu viết một cái không phải là văn xuôi mà cũng không phải là thơ ca. Một bậc thầy triết học trả lời rằng "không có cách nào khác để thể hiện bản thân mình với văn xuôi hay thơ ca", với lý do đơn giản rằng "tất cả mọi thứ không phải là văn xuôi là thơ ca, và tất cả mọi thứ không phải là thơ ca là văn xuôi".

## Thể loại
Nhiều loại văn xuôi tồn tại, bao gồm văn xuôi phi hư cấu, văn xuôi anh hùng, thơ văn xuôi, văn xuôi đa âm, văn xuôi ám chỉ, tiểu thuyết văn xuôi và văn xuôi làng trong văn học Nga.  Một bài thơ văn xuôi là một sáng tác trong văn xuôi có một số phẩm chất của một bài thơ.
Nhiều hình thức sáng tác hoặc văn học sử dụng văn xuôi, bao gồm tiểu thuyết và truyện ngắn. Nhà văn Truman Capote nghĩ rằng truyện ngắn là "hình thức văn xuôi khó viết và có kỷ luật chặt chẽ nhất".